# Obra Kościan
KP Obra 1912 Kościan – polski klub piłkarski z miejscowości Kościan, w powiecie kościańskim, grający w sezonie 2023/24 w IV lidze, grupie wielkopolskiej.

## Historia klubu
- 18 maja 1912 r., w prywatnym mieszkaniu przy ul. Poznańskiej w Kościanie grupa miłośników futbolu założyła klub piłkarski Fervor, a jego pierwszym prezesem został Zygmunt Grontkowski. Działalność klubu wkrótce przerwał wybuch I wojny światowej (W 1918 na froncie zachodnim zginął jeden z założycieli i pierwszy prezes klubu).
- Po odzyskaniu niepodległości, na przełomie lat 1920/21 reaktywowano działalność klubu. Na czele klubu, liczącego wówczas 100 członków, stanął 3-osobowy zarząd, w którego składzie znaleźli się: Stefan Jerzykiewicz, Jan Dudek i Roman Ginter.
- W 1922 r., piłkarze Fervoru przystąpili do eliminacji do poszczególnych klas rozgrywkowych (A, B i C). Po porażkach z Polonią Leszno 1-4 i z Unitasem Wolsztyn 1-3, Fervor znalazł się w klasie C.
- W 1923 piłkarze wywalczyli awans do klasy B. W tym czasie powstały w klubie inne sekcje: boks, lekkoatletyka i zapasy.
- W 1925 przy Szkole Publicznej nr 1 (obecnie ul. Mickiewicza) powstało nowe boisko, a funkcję prezesa klubu powierzono animatorowi sportu, lek. Henrykowi Tomkiewiczowi.
- W 1926 piłkarze Fervoru rozgrywali mecze ponownie w klasie C, w jednej grupie z TS Liga Poznań - 22 sierpnia zremisowali w Poznaniu 1-1, a w rewanżu 12 września przegrali w Kościanie 0-4[1].
- W 1927 Frevor dokonał fuzji z innym klubem kościańskim TG Sokół.
- 1945 odrodzony po II wojnie światowej klub 2 kwietnia rozegrał mecz z drużyną garnizonu Armii Czerwonej, a w okresie późniejszym przystąpił do eliminacji, celem wyłonienia drużyn do poszczególnych klas rozgrywkowych (A, B i C).

## Sezony lat 1947 - 2024
- 1947 - klasa B gr.II   6. miejsce (ostatnie) 10 spotkań, 7 punktów, z grupy do eliminacji o Kl.-A wyszły 1) Luboński KS i 2) Dyskobolia Grodzisk Wielkopolski
- 1948
- 1949
- 1950
- 1951
- 1952
- 1953
- 1954
- 1955
- 1956
- 1957   - klasa A                  1
- 1958   - Liga Okręgowa (III)    7. miejsce, 22 mecze, 23 punkty, bramki 42-36 +6
- 1959   - Liga Okręgowa (III)    6. miejsce, 22 mecze, 21punktów, bramki 33-28 +5
- 1960   - Liga Okręgowa (III)    4. miejsce, 22 mecze, 27 punktów, bramki 45-29 +16
- 1960/61 - Liga Okręgowa (III)    ?
- 1961/62 - Liga Okręgowa (III)    ?
- 1962/63 - Klasa A       (IV)     ?
- 1963/64 - Kl.-A gr.III  (IV)     5. miejsce, 22 mecze, 21 punktów, bramki 40-37 +3
- 1964/65 - Kl.-A         (IV)     ?
- 1965/66 - Liga Okręgowa (III)   12. miejsce, 24 mecze, 15 punktów, bramki 23-57 -34 →(1)
- 1966/67 - Kl.-A gr.II    (V)     1. miejsce,
- 1967/68 - Liga Okręgowa (IV)     ?
- 1968/69 -
- 1969/70 -
- 1970/71 - Liga Okręgowa (IV)
- 1971/72 - Liga Okręgowa (IV)
- 1972/73 - Kl.-A         (V)      1. miejsce, 24 mecze, 40 punktów, bramki 62-17 +45 →(2)
- 1973/74 - Liga Okręgowa (III)   18. miejsce, 38 spotkań, 21 punktów, bramki 21-64 -43 →(3)
- 1974/75 - Liga Okręgowa gr.II (III) 12. miejsce, 26 spotkań, 19 punktów, bramki 17-39 -22
- 1975/76 - Liga Okręgowa gr.I  (III) 11. miejsce, 26 spotkań, 20 punktów, bramki 25-38 -13 →(4)
- 1976/77 - Liga Okręgowa
- 1977/78 - Liga Okręgowa  →(5)
- 1978/79 - Liga Międzywojewódzka gr.III 13. miejsce, 26 spotkań, 14 punktów, bramki 19-60 -41 spadek
- 1979/80 -
- 1980/81 -
- 1981/82 -
- 1982/83 -
- 1983/84 -
- 1984/85 -
- 1985/86 -
- 1986/87 -
- 1987/88 -
- 1988/89 -
- 1989/90 -
- 1990/91 -
- 1991/92 -
- 1992/93 –
- 1993/94 -
- 1994/95 - III liga Wrocław 15. miejsce, 34 mecze, 29 punktów, bramki 29-40 -11
- 1995/96 - Liga Makroregionalna (IV)
- 1996/97 - III liga Wrocław 11. miejsce, 34 mecze, 45 punktów, bramki37-33 +4
- 1997/98 - III liga Wrocław 3. miejsce, 36 spotkań, 71 punktów, bramki 77-39 +38
- 1998/99 - III liga zachodnia 7. miejsce, 34 mecze, 51 punktów, bramki 50-48 +2
- 1999/00 - III liga zachodnia 3. miejsce, 34 mecze, 56 punktów, bramki 47-37 +10
- 2000/01 - III liga gr.II     4. miejsce, 40 spotkań, 66 punktów, bramki49-21 +28
- 2001/02 - III liga gr.II     5. miejsce, 36 spotkań, 58 punktów, bramki 61-43 +18
- 2002/03 - III liga gr.II     5. miejsce, 30 spotkań, 44 punkty, bramki 46-38 +8
- 2003/04 - III liga gr.II    13. miejsce, 26 spotkań, 25 punktów, bramki 27-43 -16
- 2004/05 - III liga gr.II    11. miejsce, 30 spotkań, 36 punktów, bramki39-45 -6
- 2005/06 - III liga gr.II    16. miejsce, 30 spotkań, 23 punkty, bramki 24-44 -20
- 2006/07 - IV liga Wlkp.-poł. 16. miejsce,30 spotkań, 29 punktów, bramki 37-62 -25 →(6)
- 2007/08 - Kl.-A   Leszno     1. miejsce, 26 spotkań, 67 punktów, bramki112-15 +97
- 2008/09 - Liga Okręgowa Leszno 1. miejsce, 30 spotkań, 74 punkty, bramki 110-24 +86
- 2009/10 - IV liga Wlkp.-poł. 12. miejsce, 30 spotkań, 37 punktów, bramki 44-55 -11
- 2010/11 - IV liga Wlkp.-poł.  4. miejsce, 30 spotkań, 54 punkty, bramki 52-36 +16
- 2011/12 - IV liga Wlkp.-poł.  5. miejsce, 30 spotkań, 51 punktów, bramki 43-30 +13
- 2012/13 - IV liga Wlkp.-poł.  9. miejsce, 30 spotkań, 41 punktów, bramki 38-31 +7
- 2013/14 - IV liga Wlkp.-poł.  4. miejsce, 30 spotkań, 57 punktów, bramki 56-29 +27
- 2014/15 - IV liga wlkp-poł. 5. miejsce, 30 spotkań, 55 punktów, bramki 60-35
- 2015/16 - IV liga wlkp-poł. 2. miejsce, 30 spotkań, 70 punktów, bramki 67-26
- 2016/17 - IV liga wlkp-poł. 2. miejsce, 28 spotkań, 53 punkty, bramki 47-27
- 2017/18 - IV liga wlkp-poł. 3. miejsce, 30 spotkań, 59 punkty, bramki 51-24
- 2018/19 - IV liga wlkp. 7. miejsce, 38 spotkań, 59 punkty, bramki 53-47
- 2019/20 - IV liga wlkp. 10. miejsce, 17 spotkań[2], 23 punkty, bramki 30-27
- 2020/21 - IV liga wlkp. 9. miejsce[3], 34 spotkania, 57 punkty, bramki 66-52
- 2021/22 - IV liga wlkp. 8. miejsce, 36 spotkań, 54 punkty, bramki 60-47
- 2022/23 - IV liga wlkp. 10. miejsce, 34 spotkania, 44 punkty, bramki 50-56
- 2023/24 - IV liga wlkp. 3. miejsce, 34 spotkania, 66 punktów, bramki 64-47

- (1) - W sezonie 1966/67 powstała Liga Międzywojewódzka (III liga), Liga Okręgowa została IV, a klasa A - V szczeblem rozgrywek. Ponieważ 5 najsilniejszych wówczas drużyn Ligi Okręgowej awansowało do nowo utworzonej III ligi i zaszła konieczność uzupełnienia Ligi Okręgowej o najlepsze drużyny Kl.-A, to trzem ostatnim drużynom Ligi okręgowej nakazano rozegrać baraże. Jedna z nich Prosna Kalisz, po wygraniu baraży utrzymała się w lidze, natomiast Obra wraz z Spartą Oborniki spadły do Kl.-A).
- (2) - W sezonie 1972/73 zlikwidowano Ligę Międzywojewódzką i Liga Okręgowa stała się III szczeblem rozgrywek.
- (3) - Od sezonu 1974/75 powstały dwie grupy Ligi Okręgowej, co pozwoliło Obrze utrzymać się na III szczeblu rozgrywek.
- (4) - Nowy sezon 1975/76 zaczął się od nowej reorganizacji. Z dawnego Poznańskiego OZPN, powstało 5 okręgów i tym samym Obra Kościan znalazła się w Lidze Okręgowej - Leszno.
- (5) - awans wywalczony po barażach z Notecią Czarnków 2-1 i 1-1.
- (6) - Obra po sezonie jesiennym wycofała się z rozgrywek.

## Nazwy klubu
- 18 maja 1912 – KS Fervor
- 1927 – fuzja z TG Sokół
- 18 marca 1945 – KS Obra
- MKKS Obra
- 27 stycznia 1993 Piłkarski KS Obra (wyodrębnienie sekcji piłkarskiej)
- 2007 KP Obra 1912 Kościan

## Sukcesy
- 3. miejsce w III lidze – 1997/1998, 1999/2000
- II runda Pucharu Polski – 1996/1997

## Koszykówka
- Sekcja powstała w 1953 r., a jej założycielem był Rościsław Ruszkiewicz (były reprezentant kraju). W 1958 r., zaprzestała działalności, a następnie reaktywowana w 1963[4]. W sezonie 1987/88 koszykarze Obry zadebiutowali w II lidze. Czołowymi wówczas koszykarzami kościańskiego klubu byli Janusz Walkowiak i Wiesław Poprawski.
- Od 2013 Basket Club Obra Kościan, który w sezonie 2013/14 wywalczył ponowny awans do II ligi[5].